# (61190) Johnschutt
61190 Johnschutt (2000 NF29) es un asteroide del Cinturón de asteroides descubierto el 1 de julio de 2000 por M. Collins y M. White en Anza. Su nombre hace referencia al montañero John Schutt.